# Игараси, Юмико
Юмико Игараси (яп. 五十嵐 優美子 Игараси Юмико, род. 26 августа 1950, Асахикава, Хоккайдо, Япония) — японская мангака и художница. Проживает в Саппоро, Хоккайдо. В 1977 году получила награду издательства Kodansha за свою работу «Кэнди-Кэнди». Она в родстве с другой мангакой — Сацуки Игараси.

## Личная жизнь
Была замужем за сэйю Кадзухико Иноуэ. У них есть сын Кэйити Игараси.

## Творчество
Дебютировала как мангака в возрасте 18 лет, ещё во время учёбы в средней школе. Первая публикация состоялась в специальном выпуске ежемесячного журнала манги для девочек Ribon.
После первой публикации была взята на работу издательством «Коданся». Работала в выпускаемом этим издательством журнале для девочек Nakayoshi. В 1975 году создала для этого журнала образ Кэнди — юной сироты, ставшей главной героиней популярной серийной манги «Кэнди-Кэнди». О популярности героини свидетельствует объём продаж изображавшей её куклы — по 2 миллиона ежегодно. В 1977 году Игараси была удостоена за эту работу премии манги Коданся.
Вслед за «Кэнди-Кэнди» создала ещё ряд успешных работ в жанре каваий (в том числе Mayme Angel и Georgie!), работала также в жанрах исторической, комической и детективной манги.

### Работы
- 1968 — Shiroi Same no iru Shima.
- 1974 — Завтра у Ацуко
- 1975 — Банзай-сэнсэй
- 1975 — Кэнди-Кэнди (автор сюжета — Кёко Мидзуки)
- 1979 — Mayme Angel
- 1981 — Tim Tim Circus (автор сюжета — Кёко Мидзуки)
- 1982 — Georgie! (автор сюжета — Мэн Идзава)
- 1982—1983 — Koronde Pockle
- 1984 — Magical Mami
- 1984 — Twinkle Star 2
- 1985—1986 — Anne wa Anne
- 1986 — Меч Пароса (автор сюжета — Каору Куримото)
- 1988 — Totteoki no Seishun
- 1993—1994 — Muka Muka Paradise (автор сюжета — Фумико Сиба)
- 1997 — Анна Каренина (по роману Льва Толстого)
- 1997 — Мадам Бовари (по роману Гюстава Флобера)
- 1997—1998 — Энн из Зелёных Крыш (по роману Люси Мод Монтгомери)
- 1998 — Волшебник страны Оз (по сказочной повести Л. Ф. Баума)